# Komárno
Komárno er en by i det sydvestlige Slovakiet, med et indbyggertal på 32.287 (2023). Byen ligger i regionen Nitra, ved bredden af floden Donau og på grænsen til nabolandet Ungarn.